# Orimarga (Orimarga) quadrilobata
Orimarga (Orimarga) quadrilobata is een tweevleugelige uit de familie steltmuggen (Limoniidae). De soort komt voor in het Oriëntaals gebied.